# La Móra (España)
La Móra es una entidad de población española del municipio de Viladasens, perteneciente a la provincia de Gerona, en la comunidad autónoma de Cataluña.

## Demografía
En 2023, la entidad singular de población de La Móra tenía empadronados 6 habitantes, todos ellos en diseminado.